# Victoria Macaulay
Pour les articles homonymes, voir Macaulay.
Victoria Macaulay (née le 7 août 1990 à Staten Island, New York) est une joueuse américaine et nigériane de basket-ball.

## Biographie
Non draftée en 2013 malgré une belle carrière universitaire avec les Owls de Temple (14,1 points et 9,4 rebonds en moyenne par match en senior), elle commence sa carrière professionnelle en Italie à Parme (15,9 points et 9,3 rebonds en moyenne) et s'engage à Naples où elle enregistre sensiblement la même réussite individuelle. 
Elle dispute quatre rencontres WNBA avec le Sky de Chicago durant la saison WNBA 2015.
En 2015-2016, elle évolue en Pologne avec Torun (12,0 points et 7,4 rebonds). Pour 2016-2017, elle s’engage en France avec le club de Nice. Elle réussit notamment 27 points et 13 rebonds contre Tango Bourges Basket pour contribuer à la victoire de Nice 77 à 70 le 17 décembre 2016. Alors qu'elle aligne les excellentes performances depuis le début de saison (15,81 points et 8,63 rebonds de moyenne par match), elle quitte le club mi-février pour rejoindre le championnat sud-coréen.
Elle fait partie du groupe nigérian appelé pour participer au Championnat d'Afrique féminin de basket-ball 2019 au Sénégal et au Championnat d'Afrique féminin de basket-ball 2021 au Cameroun, tous deux remportés par les Nigérianes.

## Palmarès
- Médaille d'or au championnat d'Afrique 2019
- Médaille d'or au championnat d'Afrique 2021

## Statistiques à Temple
| Saison    | Equipe | GP  | Points | FG%  | 3P%  | FT%  | RPG | APG | SPG | BPG | PPG  |
| --------- | ------ | --- | ------ | ---- | ---- | ---- | --- | --- | --- | --- | ---- |
| 2009-2010 | Temple | 26  | 78     | 43,2 | -    | 38,1 | 2,7 | 0,2 | 0,4 | 0,6 | 3,0  |
| 2010-2011 | Temple | 33  | 152    | 40.7 | -    | 40,8 | 4,5 | 0,4 | 0,5 | 1,6 | 4,6  |
| 2011-2012 | Temple | 30  | 290    | 51,0 | -    | 67,7 | 7,5 | 0,7 | 0,6 | 1,7 | 9,7  |
| 2012-2013 | Temple | 32  | 452    | 42,9 | 40,0 | 68,2 | 9,4 | 1,5 | 1,1 | 2,8 | 14,1 |
| Cursus    | Temple | 121 | 972    | 44,7 | 33,3 | 60,5 | 6,1 | 0,7 | 0,7 | 1,7 | 8,0  |